# Box na Letních olympijských hrách 2012
Soutěže v boxu na Letních olympijských hrách 2012 probíhaly ve dnech 28. července až 12. srpna 2012 v londýnském ExCeL Exhibition Centre. Soutěží se celkem zúčastnilo 283 boxerů (247 mužů a 36 žen) ze 77 zemí.

## Medailisté

### Muži
| Kategorie                    | Zlato                                 | Stříbro                                 | Bronz                                     | Bronz                                    |
| ---------------------------- | ------------------------------------- | --------------------------------------- | ----------------------------------------- | ---------------------------------------- |
| Lehká muší váha (– 49 kg)    | Cou Š’-ming · Čína (CHN)              | Kaeo Pongprajún · Thajsko (THA)         | Paddy Barnes · Irsko (IRL)                | David Ajrapetjan · Rusko (RUS)           |
| Muší váha (– 52 kg)          | Robeisy Ramírez · Kuba (CUB)          | Njambajar Tegstsogt · Mongolsko (MGL)   | Miša Alojan · Rusko (RUS)                 | Michael Conlan · Irsko (IRL)             |
| Bantamová váha (– 56 kg)     | Luke Campbell · Velká Británie (GBR)  | John Joe Nevin · Irsko (IRL)            | Lázaro Álvarez · Kuba (CUB)               | Satoši Šimizu · Japonsko (JPN)           |
| Lehká váha (– 60 kg)         | Vasyl Lomačenko · Ukrajina (UKR)      | Han Sun-čchul · Jižní Korea (KOR)       | Yasniel Toledo · Kuba (CUB)               | Evaldas Petrauskas · Litva (LTU)         |
| Velterová váha (– 64 kg)     | Roniel Iglesias · Kuba (CUB)          | Denys Berinčik · Ukrajina (UKR)         | Vincenzo Mangiacapre · Itálie (ITA)       | Urančimeg Mench-Erdene · Mongolsko (MGL) |
| Lehká střední váha (– 69 kg) | Serik Sapijev · Kazachstán (KAZ)      | Fred Evans · Velká Británie (GBR)       | Taras Šelesťuk · Ukrajina (UKR)           | Andrej Zamkovoj · Rusko (RUS)            |
| Střední váha (– 75 kg)       | Rjóta Murata · Japonsko (JPN)         | Esquiva Falcão · Brazílie (BRA)         | Anthony Ogogo · Velká Británie (GBR)      | Abos Atojev · Uzbekistán (UZB)           |
| Polotěžká váha (– 81 kg)     | Jegor Mechoncev · Rusko (RUS)         | Adilbek Nijazimbetov · Kazachstán (KAZ) | Yamaguchi Falcao · Brazílie (BRA)         | Oleksandr Gvozdyk · Ukrajina (UKR)       |
| Těžká váha (– 91 kg)         | Oleksandr Usyk · Ukrajina (UKR)       | Clemente Russo · Itálie (ITA)           | Tervel Pulev · Bulharsko (BUL)            | Teymur Məmmədov · Ázerbájdžán (AZE)      |
| Super těžká váha (+ 91 kg)   | Anthony Joshua · Velká Británie (GBR) | Roberto Cammarelle · Itálie (ITA)       | Magomedrasul Medžidov · Ázerbájdžán (AZE) | Ivan Dyčko · Kazachstán (KAZ)            |

### Ženy
| Kategorie              | Zlato                                              | Stříbro                           | Bronz                                            | Bronz                               |
| ---------------------- | -------------------------------------------------- | --------------------------------- | ------------------------------------------------ | ----------------------------------- |
| Muší váha (– 51 kg)    | Nicola Adamsová · Velká Británie (GBR)             | Ren Cancanová · Čína (CHN)        | Marlen Esparzaová · Spojené státy americké (USA) | Mary Komová · Indie (IND)           |
| Lehká váha (– 60 kg)   | Katie Taylorová · Irsko (IRL)                      | Sofja Očigavová · Rusko (RUS)     | Mavzuna Čorjevovová · Tádžikistán (TJK)          | Adriana Araujovová · Brazílie (BRA) |
| Střední váha (– 75 kg) | Claressa Shieldsová · Spojené státy americké (USA) | Naděžda Torlopovová · Rusko (RUS) | Marina Volnovová · Kazachstán (KAZ)              | Li Džinzijová · Čína (CHN)          |

## Přehled medailí
| Pořadí | Země                   | Zlato | Stříbro | Bronz | Celkově |
| ------ | ---------------------- | ----- | ------- | ----- | ------- |
| 1      | Velká Británie         | 3     | 1       | 1     | 5       |
| 2      | Ukrajina               | 2     | 1       | 2     | 5       |
| 3      | Kuba                   | 2     | 0       | 2     | 4       |
| 4      | Rusko                  | 1     | 2       | 3     | 6       |
| 5      | Irsko                  | 1     | 1       | 2     | 4       |
| 5      | Kazachstán             | 1     | 1       | 2     | 4       |
| 7      | Čína                   | 1     | 1       | 1     | 3       |
| 8      | Japonsko               | 1     | 0       | 1     | 2       |
| 8      | Spojené státy americké | 1     | 0       | 1     | 2       |
| 10     | Itálie                 | 0     | 2       | 1     | 3       |
| 11     | Brazílie               | 0     | 1       | 2     | 3       |
| 12     | Mongolsko              | 0     | 1       | 1     | 2       |
| 13     | Jižní Korea            | 0     | 1       | 0     | 1       |
| 13     | Thajsko                | 0     | 1       | 0     | 1       |
| 15     | Ázerbájdžán            | 0     | 0       | 2     | 2       |
| 16     | Bulharsko              | 0     | 0       | 1     | 1       |
| 16     | Indie                  | 0     | 0       | 1     | 1       |
| 16     | Litva                  | 0     | 0       | 1     | 1       |
| 16     | Tádžikistán            | 0     | 0       | 1     | 1       |
| 16     | Uzbekistán             | 0     | 0       | 1     | 1       |
| celkem | celkem                 | 13    | 13      | 26    | 52      |